# Herbert Morrison
Herbert Stanley Morrison, baron Morrison of Lambeth (ur. 3 stycznia 1888 w Londynie, zm. 6 marca 1965 tamże) – brytyjski polityk, członek Partii Pracy, minister w rządach Ramsaya MacDonalda, Winstona Churchilla i Clementa Attleego.

## Życiorys
Był synem policjanta. W dzieciństwie z powodu infekcji utracił wzrok w prawym oku. W wieku 14. lat zrezygnował z nauki i rozpoczął pracę jako chłopiec na posyłki. Początkowo związany był z Federacją Socjaldemokratyczną, następnie przeszedł do Partii Pracy. Z powodów wyznaniowych nie brał udziału w walkach I wojny światowej. Po wojnie Morrison został liderem londyńskiej Partii Pracy. W 1919 został wybrany do rady okręgu miejskiego Hackney. W latach 1920–1921 był jego burmistrzem.
W 1922 został wybrany do rady hrabstwa Londynu. W 1923 został wybrany do Izby Gmin jako reprezentant okręgu Hackney South. Okręg ten reprezentował do 1945, z przerwami w latach 1924–1929 i 1931–1935. Następnie reprezentował okręg wyborczy Lewisham East, a od 1950 Lewisham South.
Po powrocie do parlamentu w 1929 został ministrem transportu w drugim rządzie MacDonalda i był nim do 1931. W 1933 został liderem frakcji labourzystów w radzie hrabstwa Londynu, a w 1934 przewodniczącym tej rady. Na tym stanowisku doprowadził do ujednolicenia systemu transportu w Londynie oraz stworzył pas zieleni wokół przedmieść. Po powrocie do ław parlamentu w 1935 stanął do wyborów na lidera Partii Pracy, ale przegrał z Clementem Attlee. W gabinecie wojennym Winstona Churchilla objął w 1940 stanowisko ministra zaopatrzenia. Wkrótce jednak został ministrem spraw wewnętrznych. W 1943 bez powodzenia startował w wyborach na skarbnika Partii Pracy.
Wraz z końcem II wojny światowej Morrison wraz z całą Partią Pracy opuścił gabinet wojenny. Brał udział w przygotowaniu manifestu wyborczego labourzystów Let us Face the Future. Po wygranych wyborach został Lordem Przewodniczącym Rady, przewodniczącym Izby Gmin oraz wicepremierem. W 1951 został na krótko ministrem spraw zagranicznych. W latach 1945–1955 był również wiceprzewodniczącym Partii Pracy. W 1955 wystartował w wyborach na lidera tego ugrupowania, ale przegrał z Hugh Gaitskellem.
Morrison zasiadał w Izbie Gmin do 1959. Następnie został kreowany parem dożywotnim jako „baron Morrison of Lambeth” i zasiadł w Izbie Lordów. W latach 1960–1965 był przewodniczącym British Board of Film Censors. Zmarł w 1965.

## Publikacje
- Socialisation and Transport (1933)
- Looking Ahead (1933)
- Parliamentary Government in Britain (1949)
- Autobiography (1960)